# Кремлин (Монтана)
Кремлин (енгл. Kremlin) насељено је место без административног статуса у америчкој савезној држави Монтана.

## Демографија
По попису из 2010. године број становника је 98, што је 28 (-22,2%) становника мање него 2000. године.
| Група             | 2000.       | 2010.      |
| Белци             | 122 (96,8%) | 96 (98,0%) |
| Афроамериканци    | 0 (0,0%)    | 0 (0,0%)   |
| Азијати           | 0 (0,0%)    | 0 (0,0%)   |
| Хиспаноамериканци | 3 (2,4%)    | 0 (0,0%)   |
| Укупно            | 126         | 98         |